# Поцелуйко, Семён Фёдорович
Семён Фёдорович Поцелу́йко (1884 — август 1941) — командир Красной армии. Участник Первой мировой войны. В период революционных событий 1917 года — помощник начальника красного конно-гвардейского отряда. В годы Гражданской войны командовал 22-м Воронежским кавалерийским полком 4-й кавалерийской дивизии 1-й Конной армии. Расстрелян фашистскими оккупантами в начале Великой Отечественной войны.

## Биография
Родился в 1884 году в селе Любомирка Чигиринского уезда Киевской губернии (ныне Кропивницкий район Кировоградской области) в крестьянской семье. Занимался крестьянским трудом.
В рядах Русской императорской армии участвовал в Первой мировой войне, служил в кавалерии. К концу войны имел звание унтер-офицера.
Принял активное участие в революционных событиях 1917 года. В период, когда для защиты советской власти стали создаваться части Красной гвардии, он был избран помощником начальника красного конно-гвардейского отряда.
В феврале 1918 года, когда красногвардейские отряды стали переформировываться в части регулярной Красной армии, конно-гвардейский отряд был влит в состав 1-го Советского кавалерийского полка, Поцелуйко же стал помощником его командира.
В 1919 году вступил в РКП(б).
Впоследствии был помощником командира, а затем командиром 22-го кавалерийского полка 4-й кавалерийской дивизии 1-го конного корпуса, затем — 1-й Конной армии. Под его началом полк успешно действовал в Воронежско-Касторненской операции. 19 октября 1920 года, наступая из вайона села Горки, он совместно с другими частями армии нанёс поражение частям конного корпуса А. Г. Шкуро, вынудив их отойти к Воронежу. Особенно отличился он в бою при овладении Воронежем 24 октября 1919 года. 2-я бригада под командованием Г. И. Мироненко, в которую входил полк, в пешем строю преодолела проволочные заграждения противника в районе села Подгорное и вышла на северную окраину города, в то время как 1-я бригада обошла его с запада, а 6-я кавалерийская дивизия ворвалась в него с востока. В результате, опасаясь окружения, белые были вынуждены оставить город. Приказом РВС 1-й Конной армии «за отличие в бою 24 октября 1919 г. на подступах к городу Воронежу» С. Ф. Поцелуйко был награждён орденом Красного Знамени, но РВС СССР это награждение было утверждено только 5 августа 1926 года. 22-й кавалерийский полк за отличия в этих боях приказом РВСР был удостоен почётного наименования «Воронежский».
В ходе Харьковской операции 22-й кавалерийский полк отличился при овладении станцией Старый Оскол, где 4-я кавалерийская дивизия захватила на станции два эшелона с только что прибывшими частями корпуса С. Г. Улагая. Это удалось осуществить благодаря тому, что сапёры полка Поцелуйко подорвали железнодорожное полотно, отрезав противнику пути отхода. После скоротечного боя белые вынуждены были сложить оружие.
Во время дальнейшего наступления полк Поцелуйко по приказу С. М. Будённого перерезал железную дорогу Валуйки — Купянск, лишив белых возможности перебрасывать подкрепления в Валуйки и позволив 4-й дивизии овладеть этим городом. Помощник командира 2-й бригады Д. И. Рябышев, посланный командиром бригады для руководства выполнением этой задачи, впоследствии в своих мемуарах дал Поцелуйко следующую характеристику:
Командир полка, крепыш, среднего роста, с голубыми умными глазами… Старый служака, он отлично знал тактику конницы, умело использовал огневые средства полка в бою.
Затем в составе армии полк успешно действовал в Донбасской и Ростово-Новочеркасской операциях.
Во время последней из них 4-я кавалерийская дивизия сыграла решающую роль в сражении у села Генеральский Мост, ударив в тыл атакующих частей Сводного конного корпуса генерала С. М. Топоркова, в результате чего белогвардейская конница была окружена и большей частью сдалась в плен. Затем 2-я бригада нанесла поражение оказавшим сильное сопротивление белогвардейским пехотным частям. Д. И. Рябышев в своих воспоминаниях отметил успешные действия 22-го полка под командованием Поцелуйко, смявшего противника ударом с севера, в то время как 21-й полк нанёс удар с тыла. Разгромив противостоящие части противника, части 4-й кавалерийской дивизии ворвались в Нахичевань и Аксайскую, а 6-я — в Ростов.
После освобождения Ростова и Нахичевани участвовал в тяжёлых боях в ходе Доно-Манычской операции сначала на левом берегу Дона под Батайском и Ольгинской, затем на левом берегу Маныча южнее Багаевской. Под Ольгинской под ним была убита лошадь, сам же он был ранен, но был спасён красноармейцем своего полка В. М. Ковальчуком, награждённым впоследствии за этот подвиг орденом Красного Знамени.
Затем участвовал в окончательном разгроме Деникина в ходе Тихорецкой и Кубано-Новороссийской операций. В ходе первой из них 22-й полк успешно действовал при разгроме 1-го Кубанского корпуса генерал-лейтенанта Крыжановского и в Егорлыкском сражении. За отличия боях за Егорлыкскую орденом Красного Знамени из 22-го полка были награждены командир взводов Агеев и Журавлёв, помкомзвода Быков и красноармеец Петрушин.
После победы над Деникиным 1-я Конная армия была переброшена на Польский фронт. Командуя полком в составе 2-й бригады, которой теперь командовал И. В. Тюленев, Поцелуйко участвовал в Житомирском прорыве, Киевской, Новоград-Волынской, Ровенской и Львовской операциях, в боях под Замостьем. В этих боях 22-й полк не раз отличился. Об одном из таких эпизодов, когда 1 сентября 1920 года во время прорыва армии из окружения под местечком Хостин он ударом во фланг смял вражескую пехоту, написал в своих мемуарах С. М. Будённый. За этот бой командир эскадрона Т. Я. Бондаренко был награждён орденом Красного Знамени. Самого же Поцелуйко «за ряд отличий …на польском фронте» Реввоенсовет 1-й Конной армии наградил орденом Красного Знамени, но утверждено РВС СССР это награждение, как и первое, было только 5 августа 1926 года.
По окончании боёв с белополяками 1-я Конная армия была переброшена на Южный фронт для борьбы с Врангелем. Здесь во главе полка Поцелуйко участвовал в контраступлении в Северной Таврии и Перекопско-Чонгарской операции.
После победы над Врангелем полк под его командованием сражался с частями Повстанческой армии Н. И. Махно на Украине. Когда 1-я Конная армия была переброшена на Северный Кавказ, он участвовал в борьбе с антисоветскими вооружёнными отрядами на Кубани.
В 1923 году С. Ф. Поцелуйко был уволен в запас, после чего вернулся к мирному труду. Работал в сельском хозяйстве.
В начале Великой Отечественной войны, в августе 1941 года, он был расстрелян немецко-фашистскими захватчиками.

## Награды
- 2 ордена Красного Знамени (5.08.1926[1], 5.08.1926[1])